# Leptictidium auderiense
Leptictidium auderiense és una espècie de mamífers extints del gènere Leptictidium. Era un animal molt àgil.
Fou descrit per Heinz Tobien l'any 1962 a partir d'una sèrie de fòssils de l'estatge Lutecià. Tobien també trobà un petit esquelet que definí com a paratip de l'espècie, però Storch i Lister demostraren el 1985 que en realitat l'esquelet ni tan sols pertanyia al gènere Leptictidium. Era l'espècie més petita de totes i només mesurava seixanta centímetres de longitud. Se n'han trobat diversos esquelets al jaciment de Messel. Mathis en destaca l'excepcional desenvolupament del paracònid de la quarta premolar inferior (p4). Les seves dents premolars i molars eren bastant petites en relació al conjunt de la dentadura. El nom de l'espècie fa referència a la població romana d'Auderia.
L. auderiense fou la primera espècie del seu gènere a ser descrita. Tobien descrigué l'espècie i amb ella el gènere, a partir d'una troballa inicial consistent en maxil·lars inferiors excavats de la pissarra bituminosa del jaciment de Messel. La investigació era difícil perquè els fòssils descoberts estaven en una condició tal que era molt difícil extreure'ls complets del sòl en què es trobaven i sovint calia fragmentar-los. Després que Tobien definís com a paratip un exemplar que finalment es descobrí que ni tan sols pertanyia a l'espècie, se'n trobaren uns quants esquelets complets, com ara l'exemplar descobert per Springhorn o el que excavaren Lister i Storch.
Després de la descoberta de Tobien, passarien 23 anys abans que es descrigués una nova espècie del gènere Leptictidium. Els mateixos Storch i Lister descrigueren l'espècie L. nasutum, més grossa i robusta que L. auderiense, l'any 1985.